# 1906년 중간 올림픽 스위스 선수단
1906년 중간 올림픽 스위스 선수단은 그리스 아테네에서 개최된 1906년 중간 올림픽에 참가했다. 3개 종목과 14개 세부 종목에서 9명의 선수가 참가하였다.

## 선수 집계
| 종목   | 남자 | 여자 | 합계 |
| ------ | ---- | ---- | ---- |
| 사격   | 6    |      | 6    |
| 사이클 | 8    |      | 8    |
| 육상   | 1    |      | 1    |
| 합계   | 15   | 0    | 15   |

## 메달 집계

### 종목별 메달 집계
| 종목 |   |   |   | 합계 |
| 사격 | 5 | 6 | 4 | 15   |
| 합계 | 5 | 6 | 4 | 15   |

### 메달리스트
| 메달 | 선수                        | 종목 | 세부 종목                       | 날짜     |
| ---- | --------------------------- | ---- | ------------------------------- | -------- |
|      | 루이 리샤르데               | 사격 | 남자 300m 군사소총              | 4월 23일 |
|      | 루이 리샤르데               | 사격 | 20m 군사권총                    | 4월 24일 |
|      | 불명                        | 사격 | 남자 300m 자유소총 3자세 단체전 | 4월 28일 |
|      | 쿤라트 스타헬리             | 사격 | 남자 300m 자유소총 슬사         | 4월 28일 |
|      | 마르셀 메이어 데 스타델호펜 | 사격 | 남자 300m 자유소총 자유자세     | 4월 28일 |
|      | 장 레이슈                   | 사격 | 남자 300m 군사소총              | 4월 23일 |
|      | 루이 리샤르데               | 사격 | 남자 200m 군사소총              | 4월 24일 |
|      | 쿤라트 스타헬리             | 사격 | 남자 300m 자유소총 3자세        | 4월 28일 |
|      | 루이 리샤르데               | 사격 | 남자 300m 자유소총 복사         | 4월 28일 |
|      | 루이 리샤르데               | 사격 | 남자 300m 자유소총 슬사         | 4월 28일 |
|      | 콘라트 스타헬리             | 사격 | 남자 300m 자유소총 자유자세     | 4월 28일 |
|      | 장 레이슈                   | 사격 | 남자 200m 군사소총              | 4월 24일 |
|      | 장 레이슈                   | 사격 | 남자 300m 자유소총 3자세        | 4월 28일 |
|      | 쿤라트 스타헬리             | 사격 | 남자 300m 자유소총 복사         | 4월 28일 |
|      | 마르셀 메이어 데 스타델호펜 | 사격 | 남자 300m 자유소총 슬사         | 4월 28일 |

## 사격

### 소총 사격
| 선수                        | 종목                       | 점수  | 순위 |
| --------------------------- | -------------------------- | ----- | ---- |
| 루이 리샤르데               | 200m 군사소총              | 187   | 2    |
| 루이 리샤르데               | 300m 군사소총              | 238   | 1    |
| 루이 리샤르데               | 300m 자유소총 3자세        | 불명  | 불명 |
| 루이 리샤르데               | 300m 자유소총 복사         | 불명  | 2    |
| 루이 리샤르데               | 300m 자유소총 슬사         | 불명  | 2    |
| 루이 리샤르데               | 300m 자유소총 입사         | 불명  | 불명 |
| 루이 리샤르데               | 300m 자유소총 자유자세     | 221   | 10   |
| 마르셀 메이어 데 스탄델호펜 | 200m 군사소총              | 84    | 28   |
| 마르셀 메이어 데 스탄델호펜 | 300m 군사소총              | 222   | 7    |
| 마르셀 메이어 데 스탄델호펜 | 300m 자유소총 3자세        | 불명  | 불명 |
| 마르셀 메이어 데 스탄델호펜 | 300m 자유소총 복사         | 불명  | 불명 |
| 마르셀 메이어 데 스탄델호펜 | 300m 자유소총 슬사         | 불명  | 3    |
| 마르셀 메이어 데 스탄델호펜 | 300m 자유소총 입사         | 불명  | 불명 |
| 마르셀 메이어 데 스탄델호펜 | 300m 자유소총 자유자세     | 243   | 1    |
| 알프레트 그뤼터             | 300m 자유소총 자유자세     | 194   | 23   |
| 장 레이슈                   | 200m 군사소총              | 183   | 3    |
| 장 레이슈                   | 300m 군사소총              | 234   | 2    |
| 장 레이슈                   | 300m 자유소총 3자세        | 불명  | 3    |
| 장 레이슈                   | 300m 자유소총 복사         | 불명  | 불명 |
| 장 레이슈                   | 300m 자유소총 슬사         | 불명  | 불명 |
| 장 레이슈                   | 300m 자유소총 입사         | 불명  | 불명 |
| 장 레이슈                   | 300m 자유소총 자유자세     | 197   | 22   |
| 카스파르 빈드머             | 300m 자유소총 자유자세     | 210   | 15   |
| 콘라트 스타헬리             | 300m 군사소총              | 174   | 24   |
| 콘라트 스타헬리             | 300m 자유소총 3자세        | 불명  | 2    |
| 콘라트 스타헬리             | 300m 자유소총 복사         | 불명  | 3    |
| 콘라트 스타헬리             | 300m 자유소총 슬사         | 불명  | 1    |
| 콘라트 스타헬리             | 300m 자유소총 입사         | 불명  | 불명 |
| 콘라트 스타헬리             | 300m 자유소총 자유자세     | 238   | 2    |
| 불명                        | 300m 자유소총 3자세 단체전 | 4,617 | 1    |

### 권총 사격
| 선수                        | 종목                | 점수 | 순위 |
| --------------------------- | ------------------- | ---- | ---- |
| 루이 리샤르데               | 20m 군사권총        | 253  | 1    |
| 루이 리샤르데               | 20m 군사권총 그레스 | 199  | 7    |
| 루이 리샤르데               | 25m 자유 권총       | 241  | 4    |
| 루이 리샤르데               | 50m 자유 권총       | 194  | 13   |
| 마르셀 메이어 데 스탄델호펜 | 20m 군사권총        | 174  | 30   |
| 마르셀 메이어 데 스탄델호펜 | 20m 군사권총 그레스 | DNF  | -    |
| 마르셀 메이어 데 스탄델호펜 | 25m 자유 권총       | 214  | 19   |
| 마르셀 메이어 데 스탄델호펜 | 50m 자유 권총       | 191  | 15   |
| 장 레이슈                   | 20m 군사권총        | 217  | 18   |
| 장 레이슈                   | 20m 군사권총 그레스 | 103  | 27   |
| 장 레이슈                   | 25m 자유 권총       | 188  | 25   |
| 장 레이슈                   | 50m 자유 권총       | 163  | 25   |
| 카스파르 비드머             | 20m 군사권총 그레스 | 136  | 23   |
| 카스파르 비드머             | 50m 자유 권총       | 185  | 17   |
| 콘라트 스타헬리             | 20m 군사권총        | 240  | 4    |
| 콘라트 스타헬리             | 20m 군사권총 그레스 | 192  | 12   |
| 콘라트 스타헬리             | 50m 자유 권총       | 206  | 4    |

## 사이클

### 도로 사이클
| 선수        | 종목      | 기록 | 순위 |
| ----------- | --------- | ---- | ---- |
| 한스 스튜더 | 개인 도로 | DNF  | -    |

### 트랙 사이클
| 선수            | 종목     | 예선 | 예선 | 준결선    | 준결선    | 결선      | 결선      | 결선      |
| 선수            | 종목     | 기록 | 순위 | 기록      | 순위      | 기록      | 연장      | 순위      |
| --------------- | -------- | ---- | ---- | --------- | --------- | --------- | --------- | --------- |
| 에른스트 메이어 | 5km      | 불명 | 3    | 진출 실패 | 진출 실패 | 진출 실패 | 진출 실패 | 진출 실패 |
| 에른스트 메이어 | 스프린트 |      |      |           |           | DNF       |           | -         |
| 한스 스투더     | 5km      | 불명 | 4    | 진출 실패 | 진출 실패 | 진출 실패 | 진출 실패 | 진출 실패 |
| 한스 스투더     | 스프린트 |      |      |           |           | DNF       |           | -         |

## 육상
| 선수      | 종목   | 예선 | 예선 | 패자부활전 | 패자부활전 | 준결선 | 준결선 | 결선 | 결선 |
| 선수      | 종목   | 기록 | 순위 | 기록       | 순위       | 기록   | 순위   | 기록 | 순위 |
| --------- | ------ | ---- | ---- | ---------- | ---------- | ------ | ------ | ---- | ---- |
| A. 토블러 | 마라톤 |      |      |            |            |        |        | DNF  | -    |

## 참고 자료
- (영어) “Switzerland:1906 Olympic Results”. sports-reference.com. 2012년 1월 30일에 원본 문서에서 보존된 문서. 2010년 10월 19일에 확인함.